# Amiranty
Amiranty (ang. Amirante Islands) – archipelag ok. 150 wysp koralowych na Oceanie Indyjskim, na północny wschód od Madagaskaru, należący do Seszeli. Wchodzi w skład Wysp Zewnętrznych.
Powierzchnia – 10,3 km², ludność około 200 mieszkańców na początku lat 70. XX w., także około 200 w roku 2000. Obejmuje pomniejsze grupy wysp, jak na przykład African Islands, Poivre, Saint Joseph Islands oraz samotne wyspy: Boudeuse Cay, D’Arros, Remire, Desroches, Marie Louise.
Wyspy zostały odkryte w 1502 przez portugalskiego żeglarza Vasco da Gamę. Od 1976 wchodzą w skład Republiki Seszeli. Uprawa palmy kokosowej. Rozwinięte rybołówstwo.